# Habershonia thalia
Habershonia thalia är en fjärilsart som beskrevs av Felder 1874. Habershonia thalia ingår i släktet Habershonia och familjen nattflyn. Inga underarter finns listade i Catalogue of Life.